# Allmänna Idrottsklubben Fotboll 2013
Questa voce raccoglie le informazioni riguardanti l'Allmänna Idrottsklubben Fotboll, meglio conosciuto come AIK, nelle competizioni ufficiali della stagione 2013.

## Maglie e sponsor
Lo sponsor tecnico per la stagione 2013 è Adidas, mentre il main sponsor ufficiale è la marca di birra Åbro. La prima divisa presenta una maglia nera con inserti gialli, pantaloncini bianchi (talvolta neri) e calzettoni gialloneri. La divisa di riserva è bianca con inserti gialloneri, pantaloncini bianchi e calzettoni bianchi.
| Casa | Trasferta |

## Rosa
| N. |                       | Ruolo | Calciatore                          |
| -- | --------------------- | ----- | ----------------------------------- |
| 2  | Svezia (bandiera)     | D     | Niklas Backman                      |
| 3  | Svezia (bandiera)     | D     | Per Karlsson                        |
| 4  | Svezia (bandiera)     | D     | Nils-Eric Johansson (vice capitano) |
| 5  | Svezia (bandiera)     | C     | Robert Åhman Persson                |
| 6  | Svezia (bandiera)     | D     | Alexander Milošević                 |
| 7  | Islanda (bandiera)    | C     | Helgi Daníelsson                    |
| 8  | Svezia (bandiera)     | C     | Daniel Tjernström (capitano)        |
| 9  | Svezia (bandiera)     | C     | Martin Mutumba                      |
| 10 | Costa Rica (bandiera) | C     | Celso Borges                        |
| 11 | Svezia (bandiera)     | A     | Nabil Bahoui                        |
| 12 | Svezia (bandiera)     | A     | Christian Kouakou                   |
| 13 | Canada (bandiera)     | P     | Kenny Stamatopoulos                 |
| 14 | Togo (bandiera)       | C     | Lalawélé Atakora                    |
| 15 | Svezia (bandiera)     | C     | Robin Quaison                       |

| N. |                         | Ruolo | Calciatore           |
| -- | ----------------------- | ----- | -------------------- |
| 16 | Svezia (bandiera)       | D     | Martin Lorentzson    |
| 17 | Ghana (bandiera)        | C     | Ebenezer Ofori       |
| 19 | Sierra Leone (bandiera) | A     | Alhassan Kamara      |
| 20 | Ghana (bandiera)        | C     | Ibrahim Moro         |
| 21 | Nigeria (bandiera)      | A     | Kennedy Igboananike  |
| 22 | Ghana (bandiera)        | A     | Kwame Karikari       |
| 24 | Svezia (bandiera)       | C     | Daniel Gustavsson    |
| 25 | Svezia (bandiera)       | C     | Sam Lundholm         |
| 27 | Croazia (bandiera)      | P     | Ivan Turina          |
| 28 | Svezia (bandiera)       | A     | Viktor Lundberg      |
| 35 | Svezia (bandiera)       | P     | Christian Frealdsson |
| 35 | Svezia (bandiera)       | P     | Patrik Carlgren      |
| 36 | Svezia (bandiera)       | A     | Henok Goitom         |
| 45 | Svezia (bandiera)       | D     | Daniel Majstorović   |

## Risultati

### Allsvenskan

#### Girone di andata
| Arbitro: | Michael Lerjéus (Skövde) |

|                     |           |                       |
| Keene 55’ Keene 75’ | Marcatori | 53’ Bahoui 61’ Goitom |

| Solna 7 aprile 2013, ore 15:00 2ª giornata | AIK                       | 0 – 0 referto | Syrianska | Friends Arena\| Arbitro: \| Stefan Johannesson (Täby) \| |
| Arbitro:                                   | Stefan Johannesson (Täby) |               |           |                                                          |

| Arbitro: | Tobias Mattsson (Karlstad) |

|            |           |  |
| Zatara 58’ | Marcatori |  |

| Arbitro: | Markus Strömbergsson (Gävle) |

|  |           |             |
|  | Marcatori | 90+2’ Hamad |

| Arbitro: | Tobias Mattsson (Karlstad) |

|               |           |                              |
| Faltsetas 84’ | Marcatori | 76’ Borges 90+6’ Igboananike |

| Arbitro: | Michael Lerjéus (Skövde) |

|                                            |           |                                        |
| Majstorović 39’ Goitom 42’ Igboananike 74’ | Marcatori | 36’ Boman 59’ Baldvinsson 90’ Blomberg |

| Arbitro: | Stefan Johannesson (Täby) |

|                                        |           |                    |
| Igboananike 31’ Borges 49’ Mutumba 80’ | Marcatori | 24’ (rig.) Haglund |

| Arbitro: | Andreas Ekberg (Lund) |

|                         |           |             |
| Söderqvist 19’ Ring 55’ | Marcatori | 87’ Atakora |

| Arbitro: | Bojan Pandžić (Hisings Backa) |

|                            |           |                                          |
| Pavey 10’ Piñones-Arce 62’ | Marcatori | 8’ Bahoui 33’ Lorentzson 57’ Igboananike |

| Arbitro: | Jonas Eriksson (Sigtuna) |

|                |           |          |
| Igboananike 5’ | Marcatori | 54’ Jawo |

| Arbitro: | Tobias Mattsson (Karlstad) |

|  |           |            |
|  | Marcatori | 26’ Bahoui |

| Arbitro: | Martin Hansson (Holmsjö) |

|                                                 |           |  |
| Goitom 31’ Goitom 52’ Quaison 79’ Johansson 82’ | Marcatori |  |

| Arbitro: | Martin Strömbergsson (Gävle) |

|            |           |                         |
| Krafth 33’ | Marcatori | 74’ Borges 85’ Karikari |

| Solna 1º luglio 2013, ore 19:00 12ª giornata | AIK                      | 0 – 0 referto | Mjällby | Friends Arena\| Arbitro: \| Michael Lerjéus (Skövde) \| |
| Arbitro:                                     | Michael Lerjéus (Skövde) |               |         |                                                         |

| Arbitro: | Johan Hamlin (Bro) |

|                                |           |  |
| Goitom 70’ Åhman Persson 90+2’ | Marcatori |  |

#### Girone di ritorno
| Arbitro: | Martin Hansson (Holmsjö) |

|           |           |                                 |
| Felić 88’ | Marcatori | 14’ Igboananike 49’ Igboananike |

| Arbitro: | Michael Lerjéus (Skövde) |

|                             |           |                                               |
| El Kabir 38’ Strandberg 87’ | Marcatori | 4’ Igboananike 52’ Igboananike 75’ Lorentzson |

| Arbitro: | Jonas Eriksson (Sigtuna) |

|                           |           |             |
| Borges 18’ Lorentzson 74’ | Marcatori | 71’ Hedlund |

| Arbitro: | Martin Hansson (Holmsjö) |

|              |           |  |
| Halsti 45+1’ | Marcatori |  |

| Arbitro: | Bojan Pandžić (Hisings Backa) |

|                                    |           |                               |
| Bahoui 22’ Bahoui 68’ Goitom 90+2’ | Marcatori | 60’ Zatara 85’ Ricardo Santos |

| Arbitro: | Tobias Mattsson (Karlstad) |

|                      |           |  |
| Selakovic 41’ (rig.) | Marcatori |  |

| Arbitro: | Andreas Ekberg (Lund) |

|                                              |           |  |
| Wikström 37’ (aut.) Borges 64’ Johansson 70’ | Marcatori |  |

| Solna 15 settembre 2013, ore 15:00 23ª giornata | AIK                          | 0 – 0 referto | Kalmar | Friends Arena\| Arbitro: \| Martin Strömbergsson (Gävle) \| |
| Arbitro:                                        | Martin Strömbergsson (Gävle) |               |        |                                                             |

| Arbitro: | Michael Lerjéus (Skövde) |

|                                        |           |                  |
| Hysén 30’ Söder 62’ Haglund 90’ (rig.) | Marcatori | 84’ N. Johansson |

| Arbitro: | Stefan Johannesson (Täby) |

|                          |           |                       |
| A. Johansson 6’ Jawo 38’ | Marcatori | 11’ Bahoui 27’ Goitom |

| Arbitro: | Tobias Mattsson (Karlstad) |

|                             |           |          |
| Igboananike 25’ Quaison 74’ | Marcatori | 44’ Gero |

| Arbitro: | Bojan Pandžić (Hisings Backa) |

|                            |           |                                       |
| Blomqvist 43’ Ericsson 45’ | Marcatori | 20’ Bahoui 25’ Goitom 37’ Igboananike |

| Arbitro: | Martin Strömbergsson (Gävle) |

|            |           |  |
| Borges 12’ | Marcatori |  |

| Arbitro: | Michael Lerjéus (Skövde) |

|  |           |                                                                                   |
|  | Marcatori | 27’ Igboananike 36’ Borges 45+4’ Igboananike 52’ Borges 90’ Mutumba 90+3’ Quaison |

| Arbitro: | Jonas Eriksson (Sigtuna) |

|                             |           |                      |
| Igboananike 10’ Quaison 36’ | Marcatori | 90+2’ (rig.) Khalili |

### Svenska Cupen 2012-2013

#### Gruppo 4
| Arbitro: | Johan Hamlin (Bro) |

|                   |           |                         |
| Goitom 81’ (rig.) | Marcatori | 4’ Selakovic 11’ Magyar |

| Arbitro: | Kristoffer Karlsson (Helsingborg) |

|                                                      |           |             |
| Wallén 5’ E. Karlsson 36’ E. Karlsson 59’ Wallén 71’ | Marcatori | 72’ Quaison |

| Arbitro: | Markus Strömbergsson (Gävle) |

|                                 |           |  |
| Igboananike 25’ Igboananike 80’ | Marcatori |  |

### Svenska Cupen 2013-2014
| Arbitro: | Martin Strömbergsson (Gävle) |

|                                        |           |                       |
| Rudolph 45+1’ Stadler 76’ Stadler 108’ | Marcatori | 12’ Bahoui 61’ Bahoui |